# 구조의무
|                                                      |
| 불법행위법                                           |
| 영미법 시리즈                                        |
| 과실                                                 |
| 주의의무 · 주의기준                                  |
| 근인 · 사실추정의 원칙                               |
| 과실계산 · 가해자 완전책임                           |
| 과실의 정신적 가해행위                               |
| 구조원칙 · 구조의무                                  |
| 법률상 불법행위                                      |
| 제조물책임법 · 고위험 행위                           |
| 불법침입인 · 승낙출입자 · 고객                       |
| 유인적 위험물                                        |
| 재산관련 불법행위                                    |
| 불법침해 · 컨버전                                    |
| 압류동산회복소송 · 동산점유회복소송 · 횡령물회복소송 |
| 유해물                                               |
| 근린방해 · 라일랜즈 대 플레처 판결                   |
| 의도적 불법행위                                      |
| 폭행위협 · 폭행 · 불법감금                           |
| 정신적 피해                                          |
| 승낙 · 필요 · 자기방어                               |
| 명예관련 불법행위                                    |
| 명예훼손 · 사생활 침해                               |
| 신뢰훼손 · 절차악용                                  |
| 악의적 기소                                          |
| 경제적 불법행위                                      |
| 사기 · 불법적 간섭                                   |
| 음모 · 영업방해                                      |
| 의무, 변론, 구제방법                                 |
| 상대적 과실과 과실 기여                              |
| 명백한 회피 기회 원칙                                |
| 상급자책임 · 동의는 권리침해 성립을 조각             |
| 패륜적 계약에서 채권발생 없다                        |
| 손해배상 · 금지명령                                  |
| 영미법                                               |
| 미국의 계약법 · 미국의 재산법                        |
| 미국의 유언신탁법                                    |
| 미국의 형법 · 미국의 증거법                          |

구조의무(救助義務, duty to rescue)는 영미법 불법행위법의 법리로 당사자가 다른 자를 구출할 의무가 있고 의무를 실천하지 않아 책임을 지게 되는 경우를 말한다.

## 구조의무가 발생하는 경우
미국법에서는 일반적으로 구조의무가 존재하지 않으며 위험에 처한 사람을 구조를 하지 않아 법적 책임을 지지는 않는다. 하지만 다음 두가지 경우에는 구조의무가 발생한다.

### 위험을 발생시킨 자
만약 한 사람이 위험한 상황을 만들었고 다른 사람이 그로 인하여 위험에 처하였다면 원인 제공자는 구조의무를 가진다.

### 특별한 관계인
- 경찰관, 소방관, 119구조대 대원 등은 업무범위 내에서 구조의무가 있다.
- 부모는 자녀를 구조할 의무가 있다. 또한 부모를 대신하는 선생님이나 베이비시터 등도 구조의무를 진다.
- 배우자는 상대방에 대해 구조의무를 진다.

## 같이 보기
- 선한 사마리안 법

## 참고 문헌
- Black's Law Dictionary 1486 (8th ed. 2004).